# Nina Kostroff Noble

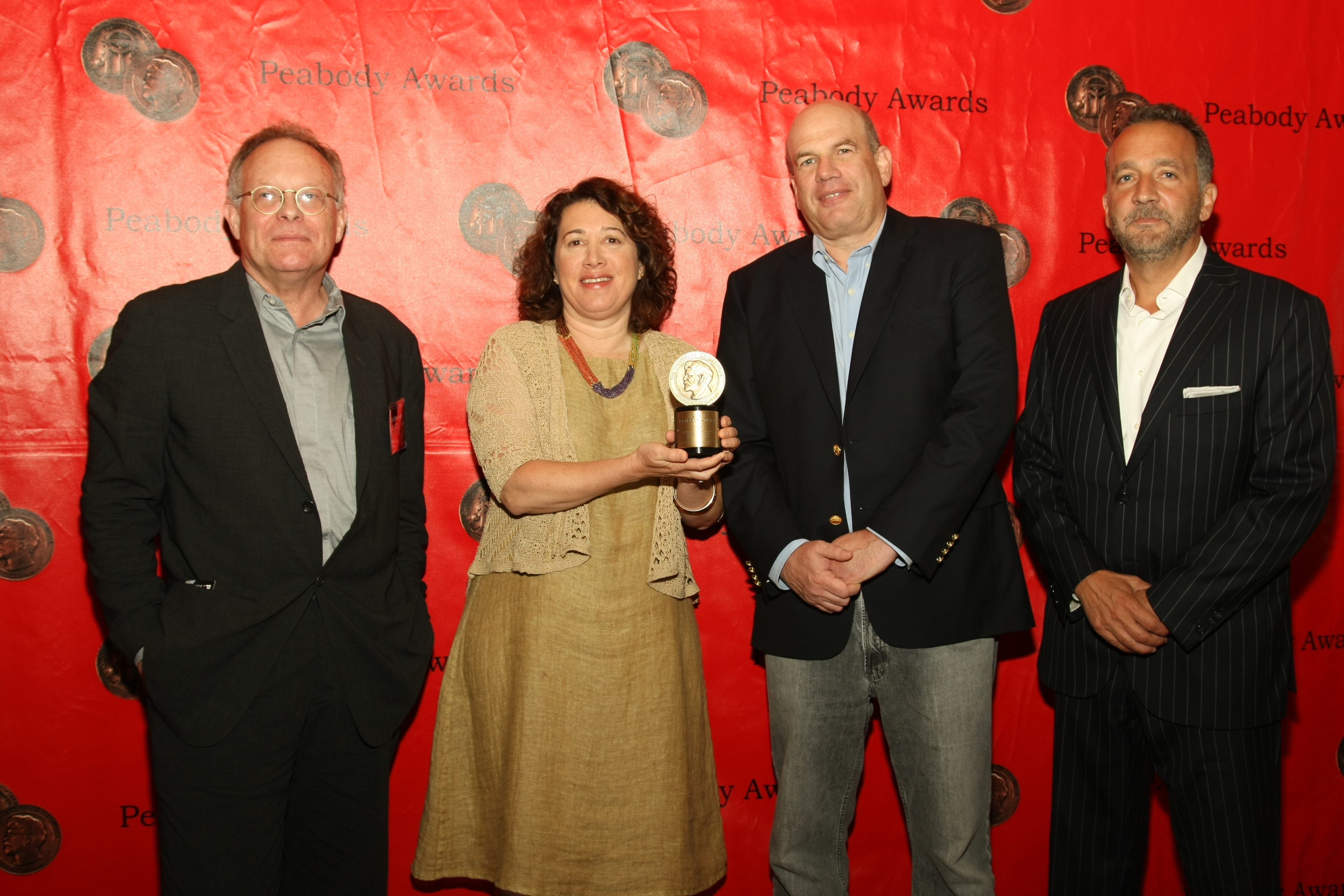
Eric Overmyer, Nina Kostroff Noble, David Simon und George Pelecanos mit einem Peabody Award (2012)

Nina Kostroff Noble (* im 20. Jahrhundert als Nina Kostroff; auch gelistet als Nina K. Noble oder Nina Noble) ist eine US-amerikanische Fernsehproduzentin.

## Leben
Ihre Eltern, der Produzent Larry Kostroff und Pat Curtice, waren beide im Filmgeschäft tätig, weshalb sie an Filmsets aufwuchs. Trotzdem schlug sie zunächst einen anderen Weg ein und studierte Meeresbiologie und erhielt ihren Abschluss in Soziologie. Sie arbeitete mit David Simon an den Fernsehserien The Corner, den Staffeln drei bis fünf von The Wire, Treme und der Miniserie Generation Kill zusammen bei der Produktion. Später wiederholte sich die Zusammenarbeit bei den Serien The Deuce (2017 bis 2019) und The Plot Against America (2020) sowie der Miniserie We Own This City (2022).
Kostroff-Noble ist verheiratet mit David Noble. Sie hat zwei Söhne. Ihr Bruder Michael Kostroff ist Schauspieler.

## Nachweise
1. 1 2  http://www.nola.com/treme-hbo/index.ssf/2011/07/while_managing_tremes_producti.html
2. ↑  Archivierte Kopie (Memento des Originals vom 25. Mai 2014 im Internet Archive)  Info: Der Archivlink wurde automatisch eingesetzt und noch nicht geprüft. Bitte prüfe Original- und Archivlink gemäß Anleitung und entferne dann diesen Hinweis.

| Personendaten    | Personendaten                       |
| ---------------- | ----------------------------------- |
| NAME             | Kostroff Noble, Nina                |
| ALTERNATIVNAMEN  | Kostroff, Nina (Geburtsname)        |
| KURZBESCHREIBUNG | US-amerikanische Fernsehproduzentin |
| GEBURTSDATUM     | 20. Jahrhundert                     |